# Universidad de Florida Central
La Universidad de Florida Central o UCF (University of Central Florida) está ubicada en Orlando, Florida (Estados Unidos), y es una de las instituciones que forman el sistema universitario estatal de Florida. 
Desde 2009 la UCF es la universidad pública más grande en número de estudiantes matriculados totales y en número de estudiantes de pregrado del estado de Florida y la tercera más grande de los Estados Unidos.
La UCF concede títulos de grado, máster y doctorado, así como títulos propios. El campus principal se halla aproximadamente 13 millas al este del centro de Orlando y 55 millas al sur de Daytona Beach. La universidad también tiene 12 campus satélites en Florida Central, aunque ninguno es tan grande como el principal, que cuenta con 1.415 acres.

## Historia
La universidad fue fundada como Universidad Tecnológica de Florida (Florida Technological University) el 10 de junio de 1963 cuando la Legislatura del Estado de la Florida aprobó la Ley 125. Las primeras clases comenzaron en octubre de 1968 con 1945 estudiantes matriculados. El 6 de diciembre de 1978 cambió de nombre al actual. En 2003 La UCF tuvo la tasa de crecimiento más grande de los Estados Unidos en cuanto a matrículas de pregrado, y a partir en otoño de 2006 superó la cifra de 47000 estudiantes matriculados. 
Uno de los objetivos de la universidad era formar parte de un sistema de apoyo al Centro Espacial Kennedy, que se ubica a una distancia de 50 millas (80 km). Además, el cercano Central Florida Research Park (Parque de Investigación de Florida Central) aporta fondos para investigación en la universidad y contrata muchos de sus alumnos.

## Centros docentes
UCF ofrece 92 programas de pregrado y 118 de posgrado (94 de máster y 24 de doctorado), además de 3 titulaciones de especialista. El 70% del profesorado posee un doctorado y el 42% tiene puestos permanentes ("tenure"). 
Se divide en once facultades: la Facultad de Artes y Humanidades, la Facultad Burnett de Ciencias Biomédicas, la Facultad Burnett de Honores, la Facultad de Administración de Empresas, la Facultad de Pedagogía, la Facultad de Ingeniería e Informática, la Facultad de Salud y Asuntos Públicos, la Facultad Rosen de Administración de Empresas de Hostelería, la Facultad de Óptica y Fotónica, la Facultad de Ciencias y la Facultad de Medicina.

### Facultad de Artes y Humanidades (College of Arts and Humanities)
Su decano es José B. Fernández. La Facultad de Artes y Humanidades se estableció el enero de 2006 tras la división de la anterior Facultad de Artes y Ciencias en dos facultades. Consta de dos secciones, la Sección de Artes Visuales y Escénicas y la Sección de Humanidades. La Sección de Artes Visuales y Escénicas se compone de los departamentos de Arte Visual, Música y Teatro, más la Escuela de Cine y Medios Digitales, y la Academia de Entretenimiento Interactivo de la Florida, que se estableció con fines de entrenar a estudiantes para ser diseñadores profesionales de videojuegos. La Sección de Humanidades se compone de los departamentos de Inglés (campos de composición y literatura), Historia, Lenguas Modernas, y Filosofía. La facultad actualmente se está adaptando a su reciente creación de la anterior Facultad de Artes y Ciencias.

### Facultad de Ingeniería e Informática (College of Engineering & Computer Science)
Su decano es Neal C. Gallagher. Hogar de algunas de las carreras más destacadas de la universidad, la Facultad de Ingeniería e Informática ofrece más de 100 carreras, en campos tales como la ingeniería eléctrica, informática, ingeniería electrónica, ingeniería civil y ambiental, y ingeniería industrial, entre otros.

## Colores y mascota
Los colores oficiales de la UCF son el negro y el oro. Los equipos de deportes se llaman los ¨Knights¨ (¨Caballeros¨) y la mascota es un caballero con armadura color oro que se llama ¨Knightro¨. Su  emblema, sin embargo, es el Pegaso.
Los colores oficiales de la universidad los eligió el Dr. Charles Millican, el primer presidente de la UCF. 
Cuando se editó el primer catálogo de estudiantes de la universidad, ésta carecía de mascota, así que uno de los diseñadores del sello oficial de la universidad creó el "Citronaut", un astronauta con barriga de naranja, como mascota provisional, y lo pusieron en la portada del catálogo. Este fue la mascota de la universidad durante un año hasta que los estudiantes pidieron al Gobierno Estudiantil que estableciese una mascota oficial. El periódico estudiantil, el "Future", recogió ideas para la mascota y una enfermera de la clínica universitaria y su esposo dibujaron lo que se denominó "Vincent the Vulture" (el Buitre Vicente), que sustituyó al "Citronaut". Posteriormente hubo una votación para elegir nueva mascota y los estudiantes eligieron el "Knight of Pegasus" (Caballero del Pegaso). Los Knights se representaron por un jinete del espectáculo Medieval Times, una atracción de la zona metropolitana de Orlando, hasta 1994, cuando se presentó "Knightro" durante la celebración de homecoming (fiesta de los antiguos alumnos).

## Deportes
Los Golden Knights compiten en la conferencia American Athletic Conference de la División I de la NCAA.